# Тринадцать друзей Оушена
| Рейтинги                 | Рейтинги |
| Издание                  | Оценка   |
| ------------------------ | -------- |
| allmovie                 | [ 2 ]    |
| Rolling Stone            | [ 3 ]    |
| Empire                   | [ 4 ]    |
| Internet Movie Database  | [ 5 ]    |
| Metacritic               | [ 6 ]    |
| ReelViews                | [ 7 ]    |
| Movie-Vault.com          | [ 8 ]    |
| Entertainment Weekly     | C+       |
| Chicago Sun-Times        | [ 10 ]   |
| Qwipster’s Movie Reviews | [ 11 ]   |
| Filmcritic.com           | [ 12 ]   |
| The Austin Chronicle     | [ 13 ]   |
| Eye for Film             | [ 14 ]   |

«Трина́дцать друзе́й О́ушена» (англ. Ocean's Thirteen) — американский криминальный фильм режиссёра Стивена Содерберга, вышедший в 2007 году. Продолжение фильмов «Одиннадцать друзей Оушена» и «Двенадцать друзей Оушена».

## Сюжет
Рубен Тишкофф инвестирует в строительство огромного нового отеля-казино на Лас-Вегас-Стрип; однако вопреки совету своего друга и бывшего преступного партнёра Дэнни Оушена он связывается с богатым инвестором Уилли Бэнком (Willy Bank), головорезы которого заставляют Рубена переписать свою долю в праве собственности. У Тишкоффа случается сердечный приступ, он остаётся прикованным к постели. Из уважения к нему Оушен даёт Бэнку шанс исправить ситуацию, учитывая его долгую историю в Лас-Вегасе и тот факт, что он «пожал руку Синатре», но Бэнк отказывается и завершает строительство отеля, переименованного в «Банк» («The Bank» — игра слов с фамилией владельца) после разрыва сделки с Рубеном. Чтобы отомстить за Тишкоффа, Оушен собирает своих сообщников и планирует разорить «Банк» в ночь открытия отеля. Они разрабатывают план с двумя целями: во-первых, не дать Бэнку выиграть престижную премию Five Diamond Award, которую выиграли все предыдущие отели Бэнка. Сол Блум назначен анонимным критиком Diamond, а Оушен и его команда будут строить козни настоящему критику во время его пребывания.
Вторая цель — настроить все азартные игры казино, в первую очередь игровые автоматы, рулетки и кости, чтобы те выплачивали миллионы долларов выигрышей; казино Бэнка должно заработать 500 миллионов долларов для продолжения деятельности, в противном случае ему придётся передать контроль над казино управлению по азартным играм. Хотя они могут внедрить в казино различные устройства фальсификации, Дэнни и его команда знают, что их легко остановит Greco Player Tracker, современная компьютерная система, которая непрерывно отслеживает биометрические реакции игроков и обнаруживает мошенничество. Чтобы нарушить работу Greco, они планируют использовать магнетрон, замаскированный под новый сотовый телефон, который преподнесут Бэнку в качестве подарка. Они также достают тоннелепроходческий комплекс, применявшийся для прокладки Евротоннеля, для имитации землетрясения под казино, что вынудит Бэнка применить протоколы безопасности для эвакуации казино. Их план на вечер открытия состоит в том, чтобы Бэнк непреднамеренно нарушил работу Greco с помощью своего нового телефона, запустить фальсифицированные устройства, использовать работников казино, которым платит Оушен, а затем симулировать землетрясение, чтобы началась эвакуация, и игроки ушли со своим выигрышем.
Незадолго до вечера открытия бур ломается, вынуждая Дэнни обратиться к Терри Бенедикту, которого Дэнни игнорировал в прошлом, за деньгами для покупки замены. Бенедикт, который также хочет отомстить Бэнку, предлагает средства в обмен на его доли куша и требует, чтобы Оушен также украл частную коллекцию бриллиантов Бэнка Five Diamond Awards. Они оцениваются в более чем 250 миллионов долларов США и хранятся в защищенном хранилище на вершине отеля Бэнка. Один из сообщников Оушена Лайнус Колдуэлл начинает роман с помощником Бэнка Эбигейл Спондер, чтобы получить доступ к хранилищу. Тайно Бенедикт нанимает искусного вора Франсуа «Ночного лиса» Тулура, чтобы перехватить камни после того, как Оушен их украдёт.
Во время открытия Оушен начинает заключительную часть плана: агенты ФБР, которым он платит, прибывают в гостиницу и публично арестовывают Ливингстона Делла по подозрению в фальсификации устройства перетасовки карт, что позволяет заменить их на действительно поддельные устройства под носом у Бэнка. Другой агент ФБР арестовывает Лайнуса за подмену бриллиантов. Агент забирает Лайнуса, но выясняется, что это его отец Роберт Колдуэлл, что также является частью плана Оушена. Они пытаются эвакуироваться с крыши, но их перехватывает Тулур, который забирает камни и прыгает с крыши с парашютом. Тем не менее, Оушен предвидел это, и по этой причине на самом деле Лайнус не подменивал бриллианты. Лайнус и его отец сбегают на вертолёте, пилотируемом Бэшером, отрывая хранилище бриллиантов тросом и забирая с собой настоящие камни; Тулур понимает хитрость, спрыгнув с крыши с парашютом и увидев, как вертолёт улетает с хранилищем на буксире.
Остальная часть плана Оушена идёт, как и ожидалось, и когда они вызывают землетрясение, игроки эвакуируются с миллионами долларов выигрыша. Оушен приближается к огорчённому Бэнку и говорит ему, что они сделали это всё для Рубена. Оушен также напоминает Бэнку, что он не может отомстить, так как не может обратиться в полицию из-за своей незаконной деятельности в прошлом и что все партнёры Бэнка помогут Оушену, а не ему. С их доли куша команда Оушена покупает недвижимость на Лас-Вегас-Стрип для Рубена, чтобы построить собственное казино. Из-за предательства Оушен жертвует долю Бенедикта в размере 72 миллионов долларов на благотворительность от имени Бенедикта, заставляя его признать филантропическую деятельность по телевидению. Пока Оушен, Расти и Лайнус готовятся ехать в аэропорт, Расти перенастраивает один из игровых автоматов, чтобы реальный критик Diamond выиграл 11 миллионов долларов в качестве компенсации за козни, которые команда ему устроила.

## Роли исполняли
| Актёр          | Роль                     |
| -------------- | ------------------------ |
| Джордж Клуни   | Дэнни Оушен              |
| Брэд Питт      | Расти Райан              |
| Мэтт Деймон    | Лайнус Колдуэлл          |
| Энди Гарсиа    | Терри Бенедикт           |
| Дон Чидл       | Бэшер Тарр               |
| Берни Мак      | Фрэнк Кэттон             |
| Эллен Баркин   | Эбигейл Спондер          |
| Аль Пачино     | Уилли Бэнк               |
| Кейси Аффлек   | Вирджил Мэллой           |
| Скотт Каан     | Тёрк Мэллой              |
| Эдди Джемисон  | Ливингстон Делл          |
| Цинь Шаобо     | Йен                      |
| Карл Райнер    | Сол Блум                 |
| Эллиотт Гулд   | Рубен Тишкофф            |
| Эдди Иззард    | Роман Нагель             |
| Дэвид Пеймер   | «Очень неважная персона» |
| Джулиан Сэндс  | Греко Монтгомери         |
| Венсан Кассель | Франсуа Тулур            |
| Скотт Л. Шварц | «Бульдог»                |
| Боб Эйнштейн   | агент Колдуэлл           |

## Создание
Режиссёр Стивен Содерберг признаётся, что, ещё не завершив работу над предыдущим фильмом из серии, он начал обдумывать идеи для «Тринадцати друзей Оушена».

Мы уже заканчивали второй фильм, и я подумал, что было бы забавно в следующей части перенести действие обратно в Лас-Вегас. В значительной степени фильм мотивировался желанием каждого снова поработать вместе. Либо должны были участвовать все, либо мы не стали бы снимать.
Оригинальный текст (англ.)We were just finishing the second film, and I thought it would be fun to go back to Las Vegas for the next one. In large part, the film was motivated by everyone wanting to work together again. But it was always with the understanding that it had to be 'all in' or we were not doing it — everybody comes back or nobody comes back.
— Стивен Содерберг

### Слоганы
- «Чёт или нечет? Делаем ставки, господа!».
- «Месть — забавная штука» (англ. Revenge is a funny thing).
- «Каковы шансы свести счёты? 13 к одному» (англ. What are the odds of getting even? 13 to one).
- «Как украсть полмиллиарда долларов за три с половиной минуты?» (англ. How to steal half a billion dollars in 3,5 minutes?)

## Производство
В январе 2006 года сообщалось, что продюсеры были в дискуссиях о настройке и съёмке самого фильма в Wynn Las Vegas. Клуни ранее надеялся снять фильм в Лас-Рамбласе в Лас-Вегасе, хотя проект не был бы готов для производства. В марте 2006 года сообщалось, что фильм будет снят в поддельном казино, которое будет построено на пяти звуковых сценах Warner Bros.
Аль Пачино присоединился к актёрскому составу в апреле 2006 года. Съёмки состоялись в Лас-Вегасе в середине июля 2006 года, когда Белладжио был подтверждённым местом для съёмок. Сцены ранее были сняты в Белладжио для фильма «Одиннадцать друзей Оушена». Съёмки в Лас-Вегасе начались 7 августа 2006 года, когда были сняты сцены в Международном аэропорту Мак-Карран и на вертодроме. На следующий день съёмочная группа переехала в Palazzo resort, который строился в то время. Съёмки в Лас-Вегасе завершились 9 августа 2006 года после сцен, связанных с участием Клуни, Питта, Деймона и Гарсия, были сняты в офисе в задней части Белладжио. В то время Клуни и продюсер Джерри Вайнтрауб рассматривали возможность премьеры фильма в Лас-Вегасе. Ещё одни съёмки в Лас-Вегасе были запланированы на сентябрь 2006 года и включали дополнительную съемку в Белладжио.

## Прокат
В Египте, Германии и Индонезии фильм вышел в прокат 6 июня 2007 года, в Израиле, России и Сингапуре — 7 июня 2007 года, в Болгарии, Латвии и ЮАР — 15 июня 2007 года.

## Факты
- Двенадцатым другом становится Роман Нагель (Эдди Иззард), а тринадцатым — Терри Бенедикт (Энди Гарсиа).
- Как и предыдущие две части трилогии, эта шла в российском прокате с некорректным переводом названия. Тринадцать (двенадцать, одиннадцать) друзей Оушена в команде мошенников можно насчитать, лишь если принять Оушена за своего собственного друга.
- Речь лежащего в постели Рубена, от которого скрывают проблемы с планом, пародирует речь Вито Корлеоне из фильма «Крестный отец», от которого скрывают смерть Сонни.
- Владимиру Кличко, исполнившему камео в первой части трилогии, предлагали роль в фильме, но он отказался[25].